# Jean Muno
Jean Muno (bürgerlich Robert Burniaux) (* 3. Januar 1924 in Brüssel; † 6. April 1988 ebenda) war ein belgischer Schriftsteller französischer Sprache.

## Leben und Werk
Robert Burniaux war der Sohn der Schriftsteller Constant Burniaux (1892–1975) und Jeanne Taillieu (1898–1985). Er studierte romanische Philologie und war bis 1974 Professor an der Pädagogischen Hochschule. Als Romancier und Erzähler (nicht aber als Literaturgeschichtler der französischsprachigen Literatur Belgiens) nahm er das Pseudonym Jean Muno an. 1981 wurde er Mitglied der Académie royale de langue et de littérature françaises de Belgique (Sitz Nr. 6).  Im selben Jahr war er Mitgründer des Centre international du fantastique. Er gilt als typisch für die École belge de l'étrange (belgische Schule des Unheimlichen). Seit 2001 trägt ein Literaturpreis seinen Namen.

## Werke

### Erzählende Prosa
- Le baptème de la ligne. 1955.
- Saint-Bedon. 1959, 1998.
- L’hipparion. Julliard, Paris 1962, 2009.
- L’homme qui s’efface. 1963.
- L’île des pas perdus. 1967.
- Le joker. 1971.
- La brèche. 1973. (Erzählungen)
- Ripple-Marks. 1976. (autobiographisch)
- Histoires singulières. 1979, 2014. (Prix Rossel)
- Les contes naïfs. 1979. (Erzählungen)
- Histoire exécrable d'un héros brabançon. 1982. 2015 (mit Nachwort von Jean-Marie Klinkenberg)
- Histoires griffues. Âge d'homme, Lausanne 1985. (Erzählungen)
- Jeu de rôles. Âge d'homme, Lausanne 1988.
- Oeuvres choisies. La Renaissance du livre, Tournai 2001.
  - Histoires singulières. L'homme qui s'efface. Histoires griffues. L'hipparion. La brèche. Nouvelles inédites.

### Romanistik
- (mit Robert Frickx, 1927–1998) La Littérature belge d'expression française. Presses universitaires de France, Paris 1973. (Que sais-je ? 1540)
- (Hrsg. mit Robert Frickx) Littérature française de Belgique. Naaman, Sherbrooke 1979.

## Deutschsprachige Hörspiele
- 1966: Das Hipparion – Regie: Otto Kurth (Hörspielbearbeitung – WDR)
- 1966: Belgien-Woche: Abzählvers – Regie: Heinz-Otto Müller (Original-Hörspiel – HR)
  - Auszeichnung: Großer Preis des Belgischen Rundfunks 1966 für die Programme in französischer Sprache
- 1972: Das Anti – Regie: Hans Krendlesberger (Originalhörspiel, Science-Fiction-Hörspiel – ORF)

Quellen: OE1-Hörspieldatenbank für die österreichische und die ARD-Hörspieldatenbank für die deutschen Produktionen